# Travnik

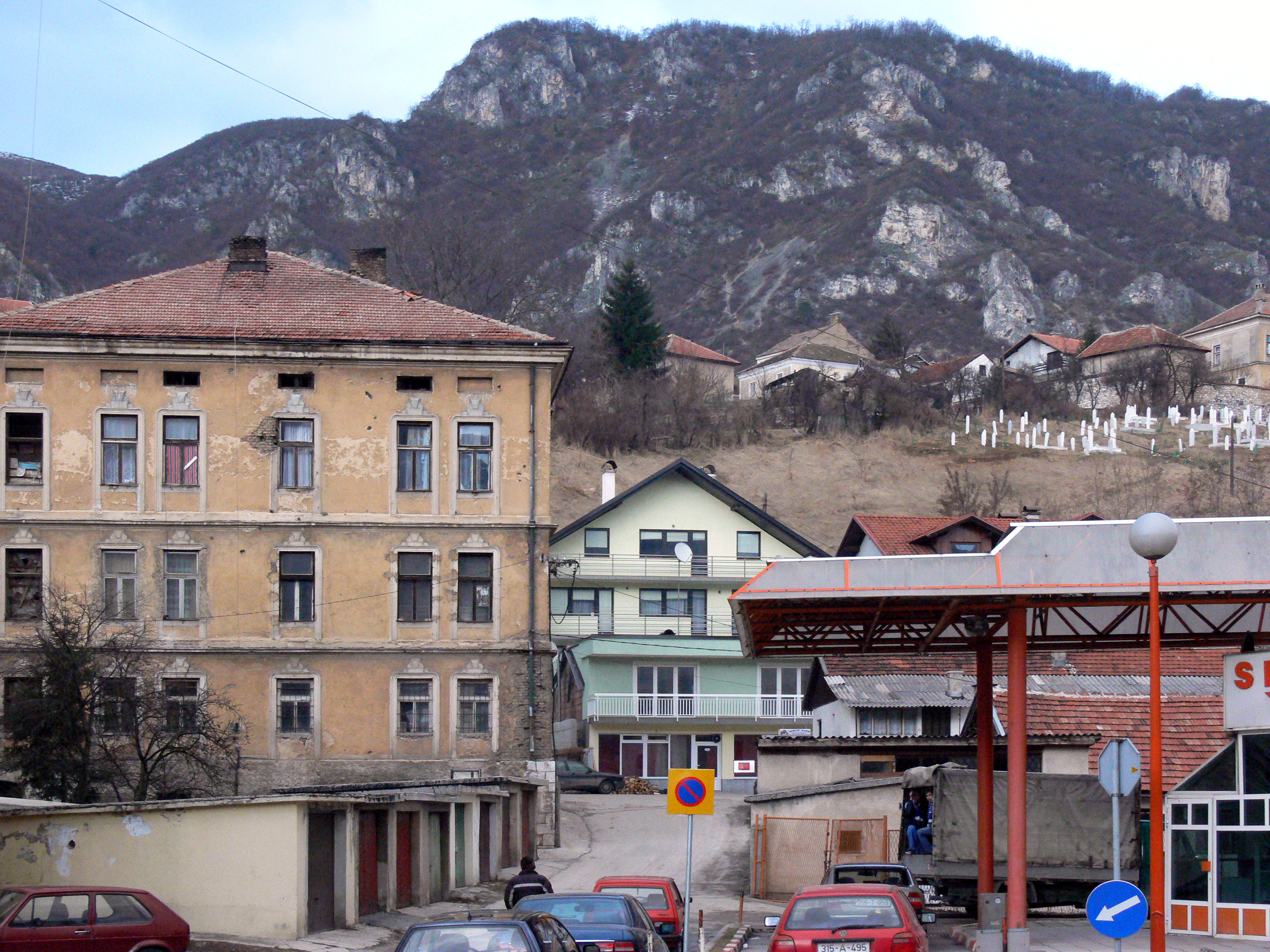
Travnik

Travnik – miasto w Bośni i Hercegowinie, w Federacji Bośni i Hercegowiny, stolica kantonu środkowobośniackiego, siedziba gminy Travnik. W 2013 roku liczyła 15 344 mieszkańców, z czego większość stanowili Boszniacy.
Z inicjatywy Bernarda Zauderera powstał w tym mieście pierwszy szpital.
W mieście rozwinął się przemysł drzewny, odzieżowy, skórzany, spożywczy oraz farmaceutyczny.

## Ludzie
- Juliusz Prokopczyc

## Współpraca
- Lipsk
- Kruševac
- Donji Vakuf

## Ludzie związani z Travnikiem
- profesor Stanisław Gołąb (matematyk)
- pilot Mirosław Ferić
- Pisarz Ivo Andric